# HK HANDEL
HK HANDEL er et fagforbund for HK-medlemmer ansat i butikker, på engroslagre og kontorer og det er en del af HK/Danmark, der med mere end 300.000 medlemmer er Danmarks næststørste fagforbund. 

## Bæredygtig fagforening
HK HANDEL forhandler overenskomster med medlemmernes arbejdsgivere og fører faglige sager for medlemmer. Dermed er HK HANDEL en del af den traditionelle demokratiske fagforeningsstruktur, der udgør grundstammen i den danske arbejdsmarkedsmodel, hvor overenskomster aftales mellem arbejdsgiverforeninger og lønmodtagerforeninger.
Den nuværende udvikling med flere lønmodtagere, som vælger billigere fagforeninger uden ret til at indgå overenskomster, og som går imod for eksempel strejkeretten, undergraver denne model. Ifølge arbejdsmarkedsforskere er der dog ikke umiddelbart udsigt til, at LO (som HK/Danmark og dermed HK HANDEL hører under) og arbejdsmarkedets parter mister indflydelse.

## Overenskomster 2012
HK HANDELs forhandlingspartnere er blandt andre arbejdsgiverorganisationerne Dansk Erhverv Arbejdsgiver og Dansk Industri samt arbejdsgivere på det cooperative område. Ved de landsdækkende overenskomstforhandlinger i 2012 sikrede HK HANDEL medlemmerne i forhold til afviklingen af lukkeloven, der på handelsområdet giver udfordringer for arbejdstider og tillæg. 

## Arbejdsmiljø
HK HANDEL deltager sammen med andre parter på arbejdsmarkedet i udarbejdelsen af vejledninger, værktøjer, kampagnemateriale, afholdelse af temadage mv. i regi af branchearbejdsmiljøråd (BAR), der er oprettet med baggrund i den danske arbejdsmiljølovgivning. HK HANDEL sidder med i et branchearbejdsmiljøråd for hver af de tre brancher, HK HANDEL repræsenterer medlemmer i; BAR handel, BAR kontor og BAR transport og engros (lagerområdet). 

## Uddannelse
Sammen med aktører som Dansk Industri, Dansk Erhverv Arbejdsgiver, Finansministeriet og Kommunernes Landsforening sidder HK HANDEL med i faglige udvalg for detailhandelsuddannelserne, handelsuddannelsen og kontoruddannelserne samt i Efteruddannelsesudvalget for Handel, Administration, Kommunikation & Ledelse. De faglige udvalg bestemmer uddannelsernes varighed og struktur, herunder fordelingen af skoleundervisning og praktikuddannelse på de forskellige uddannelser. De faglige udvalg bestemmer også uddannelsens mål og eventuelle øvrige rammer for undervisningens indhold, for eksempel eventuelle niveaukrav. Derudover bestemmer udvalgene indholdet i reglerne for praktikuddannelsen og uddannelsens tilknytning til en eller flere fællesindgange. De faglige udvalg fastsætter uddannelsesordninger for de enkelte uddannelser på grundlag af uddannelsesbekendtgørelserne. De faglige udvalg har til opgave at følge den erhvervsmæssige udvikling og udviklingsmuligheder og efter behov tage initiativ til nyetablering, omlægning og nedlæggelse af uddannelser.
De faglige udvalg træffer desuden afgørelse om:
- godkendelse af praktikvirksomheder
- godkendelse af særbestemmelser i uddannelsesaftaler
- afkortning eller forlængelse af uddannelser
- klager over skolers afgørelser om elevers optagelse eller ophør med skolepraktik[10].